# 당진 이의무의 묘 및 신도비
당진 이의무의 묘 및 신도비(唐津 李宜茂의 墓 및 神道碑)는 대한민국 충청남도 당진군 송산면에 있는 조선시대 이의무의 묘 및 신도비이다. 2010년 12월 30일 충청남도의 기념물 제185호로 지정되었다.

## 개요
《당진 이의무의 묘 및 신도비》는 묘역은 덕수이씨 가문의 묘역으로 이의무를 비롯하여 약 13기의 묘소가 있으며 이의무 묘는 곡장을 두르고 있으며 매장형태는 단장(單葬), 분묘의 수량은 쌍분(雙墳)이며, 봉분의 외형은 원분(圓墳)임. 이의무 묘 규모는 둘레 약 18m, 높이 2m, 龍尾는 약 3m, 곡장은 약 30m임. 묘역은 계체석이 없이 계절과 배계절로 나뉘었으며 계절에는 상석이 있고, 배계절에는 신비(新碑)와 동자상 1쌍, 신도비와 귀부가 있음.
《당진 이의무의 묘 및 신도비》는 우리 도내에 분묘로 곡장을 두른 묘는 매우 희소하며 대체로 원형이 잘 남아 있어 역사적 가치가 높아 현재 도문화재자료 제313호로 지정되어 있는 《이의무 신도비》와 함께 도지정 기념물로 지정하였다.

## 같이 보기
- 이의무

## 참고 문헌
- 당진 이의무의 묘 및 신도비 - 국가유산청 국가유산포털